# Túristvándi
Túristvándi is een plaats (község) en gemeente in het Hongaarse comitaat Szabolcs-Szatmár-Bereg. Túristvándi telt 771 inwoners (2001).